# Rajśke (obwód chersoński)
Rajśke (ukr. Райське) – osiedle na Ukrainie, w obwodzie chersońskim, w rejonie kachowskim, w hromadzie Nowa Kachowka. W 2001 liczyło 1238 mieszkańców, spośród których 977 wskazało jako ojczysty język ukraiński, 259 rosyjski, 1 białoruski, a 1 gagauski.